# Leštinka
Leštinka je obec v okrese Chrudim v Pardubickém kraji. Žije v ní 171 obyvatel.

## Historie
První písemná zmínka o vesnici pochází z roku 1392. Leštinka patřila pod správu rychmburského panství. Po zrušení poddanství v roce 1848 přešla pod správu politického okresu Vysoké Mýto.

## Obyvatelstvo
| Rok            | 1869 | 1880 | 1890 | 1900 | 1910 | 1921 | 1930 | 1950 | 1961 | 1970 | 1980 | 1991 | 2001 | 2011 | 2021 |
| -------------- | ---- | ---- | ---- | ---- | ---- | ---- | ---- | ---- | ---- | ---- | ---- | ---- | ---- | ---- | ---- |
| Počet obyvatel | 249  | 231  | 222  | 257  | 302  | 285  | 299  | 188  | 200  | 178  | 142  | 133  | 146  | 135  | 150  |
| Počet domů     | 36   | 36   | 36   | 40   | 44   | 45   | 52   | 56   | 46   | 43   | 40   | 42   | 51   | 55   | 64   |

## Obecní správa
Mezi lety 1850–1869 Leštinka patřila jako osada obce ke Skutíčku v okrese Vysoké Mýto. Od roku 1870 je obcí v okrese Vysoké Mýto (1870–1930), posléze v okrese Hlinsko (1950) a později v okrese Chrudim.

### Obecní symboly
Znak a vlajka byly obci uděleny rozhodnutím předsedy Poslanecké sněmovny Parlamentu České republiky dne 27. května 2008.

## Společnost
Leštinka získala Bílou stuhu za činnost mládeže v krajském kole soutěže Vesnice roku 2016 za Pardubický kraj.

## Galerie

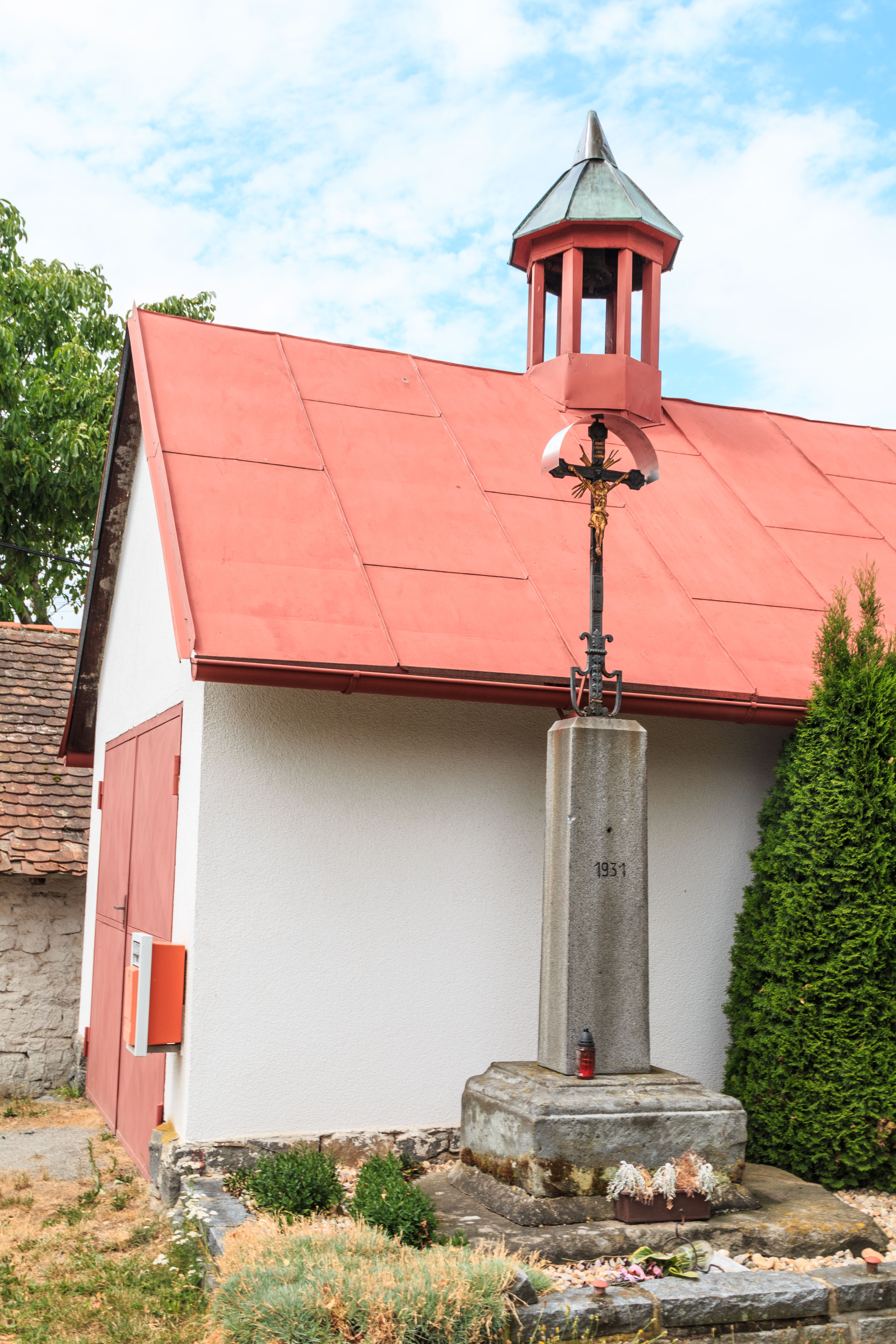
Původní požární zbrojnice z roku 1928
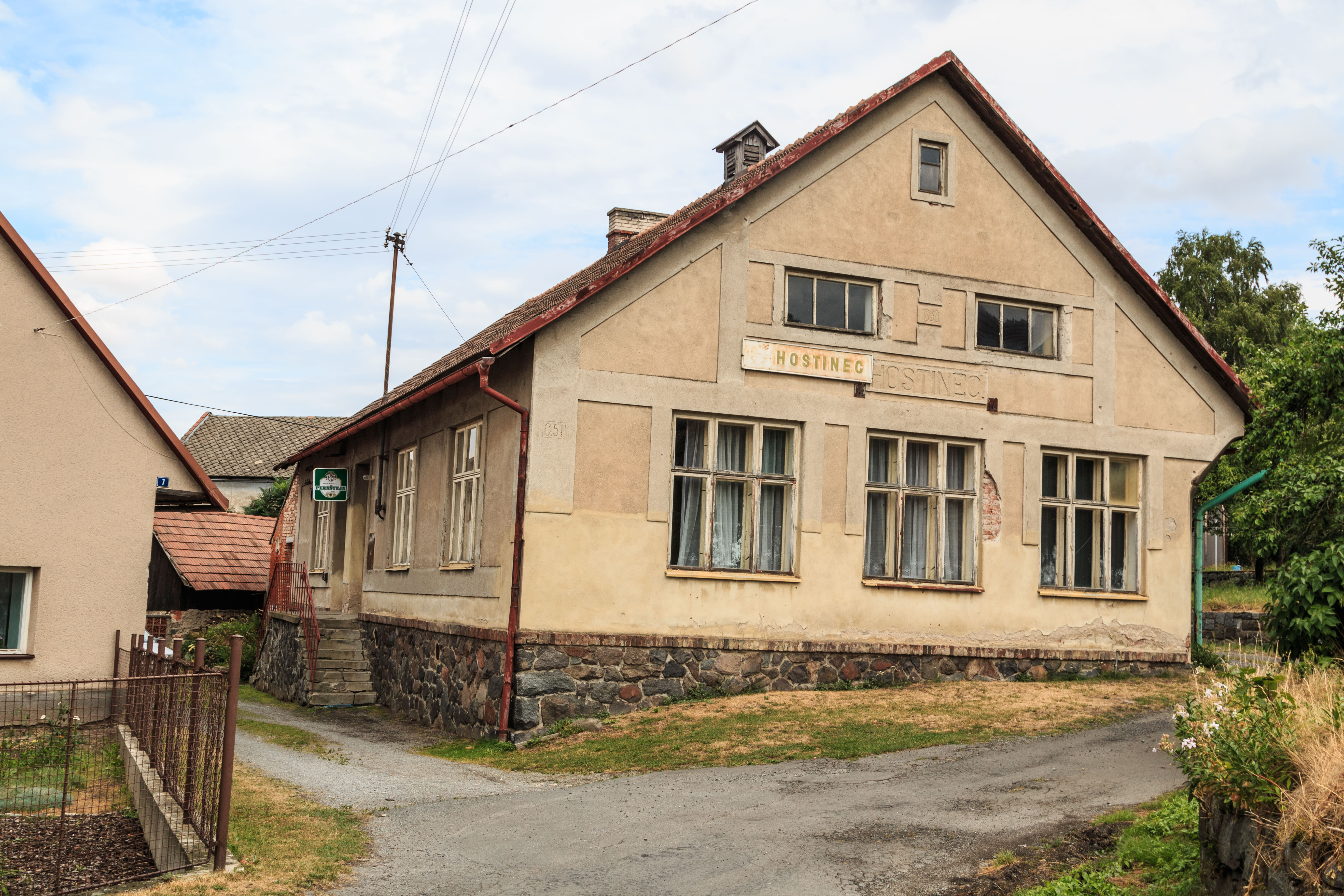
Hostinec